# 硫酸高钴
硫酸钴(III)是一种无机化合物，化学式为Co2(SO4)3。它可以形成十八水合物和复盐，如RbCo(SO4)2。其十八水合物可由硫酸钴(II)在硫酸溶液中的阳极氧化反应得到。
硫酸钴(III)可用作氧化剂，如它可以迅速将亚磺酸（RSO2H）氧化为二砜（RSO2SO2R）。